# Jnepenișul Stricatul
Jnepenișul Stricatul este o arie protejată de interes național ce corespunde categoriei a IV-a IUCN (rezervație naturală de tip mixt), situată în județul Vâlcea, pe teritoriul administrativ al Comunei Voineasa.

## Descriere
Rezervația narturală aflată în partea stângă a Munților Lotrului, la o altitudine medie de 1.800 m, a fost declarată arie protejată prin Legea Nr.5 din 6 martie 2000 (privind aprobarea Planului de amenajare a teritoriului național - Secțiunea a III-a - zone protejate) și se întinde pe o suprafață de 15 hectare.
Aria naturală reprezintă o zonă cu importanță floristică și faunistică, cu rol de protecție pentru specia de jneapăn (Pinus mugo), un arbust din familia coniferelor, precum și pentru mai multe specii de mamifere, printre care ursul brun (Ursus arctos) sau capra neagră (Rupicapra rupicapra).